# Industrie in België

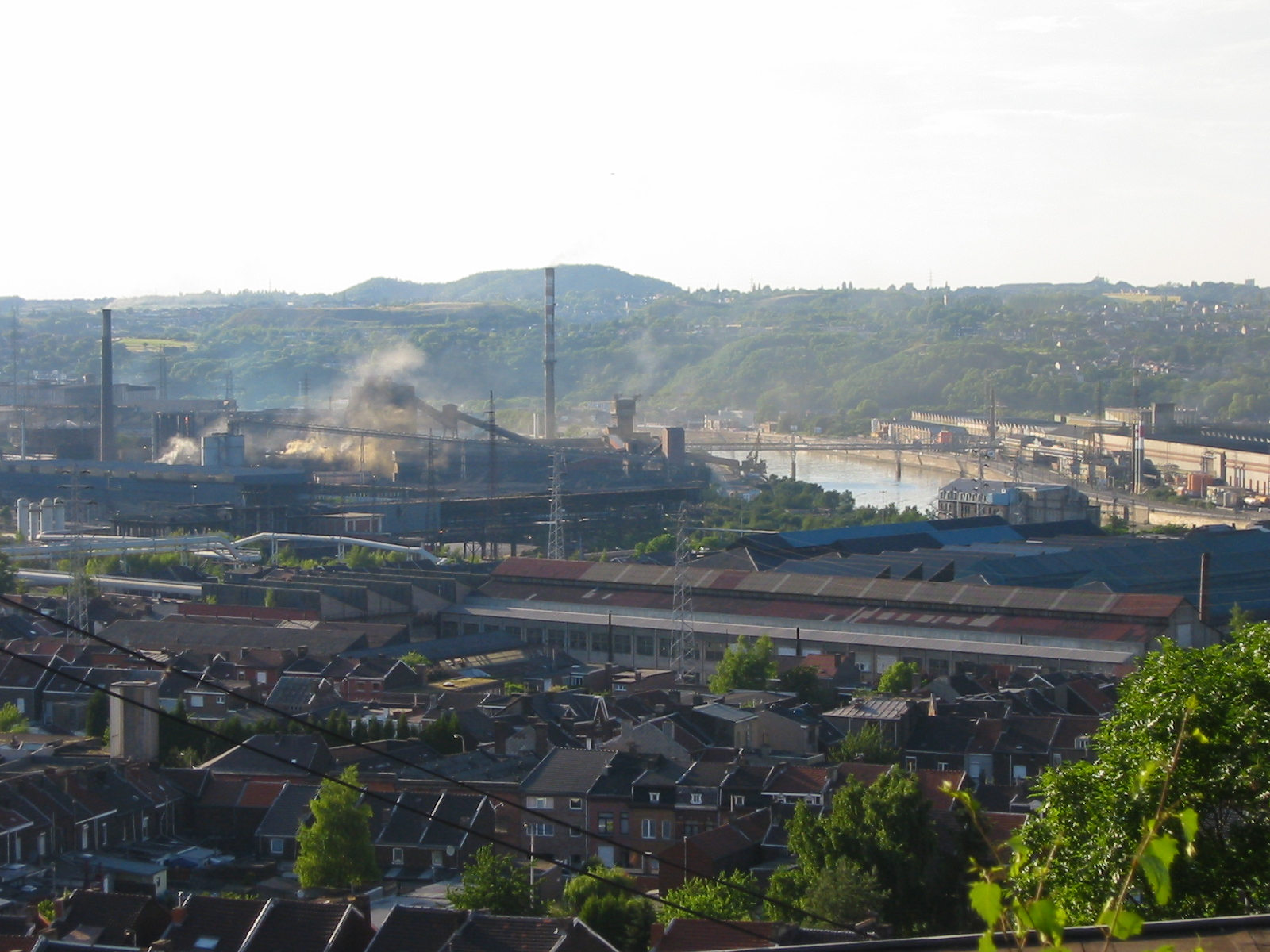
Staalindustrie bij Luik

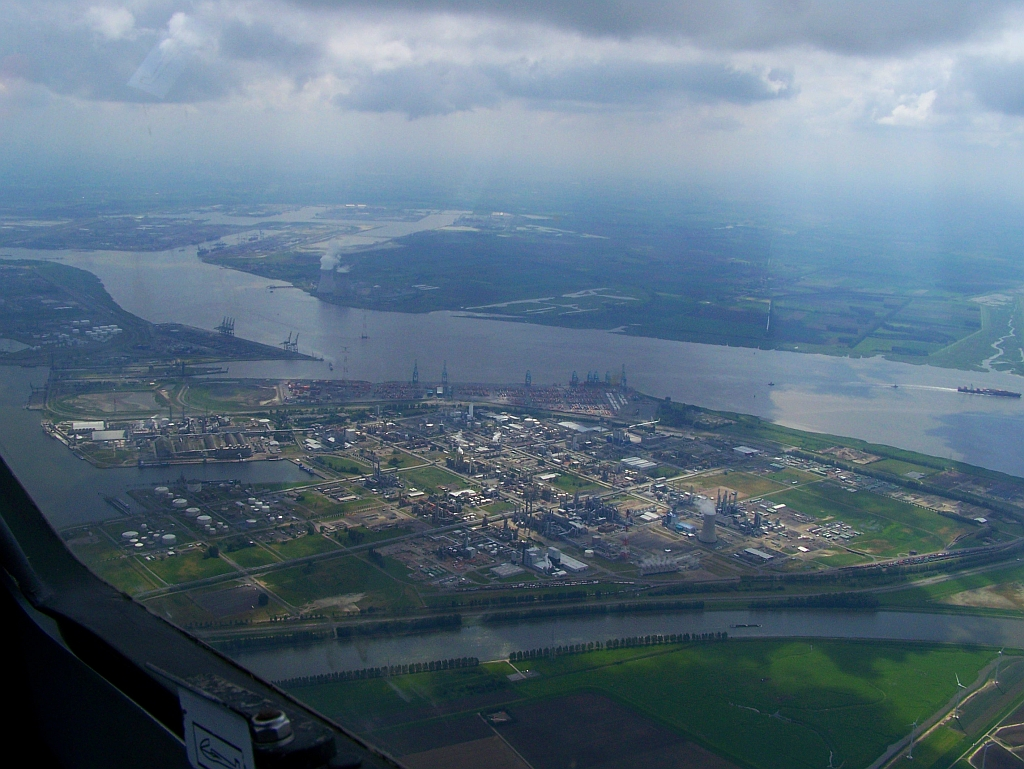
Industriële bedrijvigheid in haven van Antwerpen.

De industrie in België is middelgroot in Europa ten opzichte van de grootste industrie van Duitsland, Frankrijk, het Verenigd Koninkrijk, en Italië. De arbeidskrachten per beroepsgroep waren in 2001 verdeeld in diensten 73%, industrie en ambachten 25%, landbouw 2%.

## Geschiedenis
België heeft een rijke historische traditie op het gebied van de nijverheid. Dit begon in de Middeleeuwen met de textielproductie van linnen, wol en katoen. Ook was België een van de eerste landen na Engeland waar de industrialisatie op gang kwam. Dit begon te Verviers in de textielindustrie, door toedoen van William Cockerill, in 1799.
De belangrijkste economische activiteit in België bestond vooral uit zware industrie rond de steenkoolmijnen in Wallonië, het gebied wat later het Waals industrieel bekken zou gaan heten. Ook de glasindustrie was van groot belang, en later ook de fabricage van soda uit keukenzout, waar Ernest Solvay een productieproces voor had bedacht dat wereldstandaard zou worden. In de jaren 1970 werd ook België getroffen door de internationale economische crisis en werd afgerekend op de verouderde economie. Een herstructurering van de textiel-, steenkool-, en staalindustrie was hard nodig.
Sindsdien groeide het economisch belang van Vlaanderen door zijn havens, kleine en middelgrote ondernemingen (kmo's) en de constante groei van de dienstensector. Zodoende ligt het economisch zwaartepunt nu bij de industrie rond de havens in Vlaanderen en diensten in Brussel.
Gemeten in tewerkgestelde arbeidskrachten neemt het belang van de industrie in de economie van België steeds meer af ten opzichte van de diensten, vervoer en handel. De mijnbouw is sinds de laatste mijn sloot in 1991, stopgezet. De  toegevoegde waarde van de industrie blijft op een vrij constant peil door de toegenomen automatisering.

## Geografie
De textielproductie omvat katoen, linnen, wol en kunstvezels; tapijten en dekens zijn belangrijke vervaardigde producten. Gent, Kortrijk, Doornik en Verviers zijn allen textielcentra; Mechelen, Brugge en Brussel zijn beroemd vanwege hun kant.
De chemische producten omvatten meststoffen, kleurstoffen, geneesmiddelen en plastieken; de petrochemische industrie is geconcentreerd dicht bij de olieraffinaderijen van Antwerpen.
De productie van staal, chemische producten en cement waren traditioneel geconcentreerd in de valleien van Samber en Maas, in de Borinage rond Bergen, Charleroi, Namen en Luik en in het Kempens Steenkolenbekken. Luik en Charleroi zijn nog steeds staalcentra, maar de nieuwere metaalbedrijven zijn vooral ingeplant rond de havensteden Antwerpen, Gent en Brugge.
Andere industrieën omvatten diamantslijperij (Antwerpen is een belangrijk diamantcentrum), cement en glasproductie, en de verwerking van leer en hout. Meer dan 55 procent van de elektriciteit van België wordt opgewekt uit kernenergie.

## Invoer en uitvoer
De Belgische industrie is voor haar grondstoffen afhankelijk van de import. Het meeste ijzer kwam uit het bassin van Lotharingen in Frankrijk, terwijl non-ferrometaalproducten van uit de 'derde wereld' ingevoerde grondstoffen worden gemaakt, waaronder zink, koper, lood en tin.
De uitvoer omvat ijzer en staal, vervoersapparatuur, tractoren, diamanten en aardolieproducten. De industriële centra zijn verbonden met elkaar en met de belangrijkste havens, Antwerpen, Brugge-Zeebrugge en Gent door de rivieren de Maas en de Schelde en hun zijrivieren, door een netwerk van kanalen (in het bijzonder Albertkanaal, het kanaal Gent-Terneuzen en het Boudewijnkanaal), en door een uitgebreid spoorwegnet.